# Shi Haoyu
Det här är en artikel om en person med kinesiskt personnamn; Shi är familjenamnet.
Shi Haoyu (kinesiska: 石浩玙), född 14 oktober 2001, är en kinesisk konstsimmare.

## Karriär
I juli 2018 vid junior-VM i Budapest tog Shi silver tillsammans med Zhang Yiyao i både det tekniska programmet och det fria programmet för mixade par. I juni 2022 vid VM i Budapest tog han brons tillsammans med Zhang Yiyao i både det tekniska programmet och fria programmet för mixade par.
I juli 2023 vid VM i Fukuoka tog Shi guld tillsammans med Cheng Wentao i det fria programmet för mixade par samt brons i det tekniska programmet för mixade par. Han var även en del av Kinas lag som tog guld i det akrobatiska lagprogrammet. I oktober 2023 vid asiatiska spelen i Hangzhou var Shi en del av Kinas lag som tog guld i lagtävlingen.
I februari 2024 vid VM i Doha tog Shi guld i det fria programmet för mixade par och silver i det tekniska programmet för mixade par tillsammans med Cheng Wentao.